# Grande Méier
O Grande Méier é uma das nove subprefeituras nas quais se subadministra o município do Rio de Janeiro. A subprefeitura administra a região administrativa do Méier, que engloba todos os seus bairros, ou seja: Méier, Engenho Novo, Abolição, Riachuelo, Água Santa, Engenho de Dentro, Jacaré, Lins de Vasconcelos, Piedade, Pilares, Todos os Santos, São Francisco Xavier, Cachambi, Sampaio, Jacarezinho, Maria da Graça, Encantado e Rocha. 
Localizada na Zona Norte, faz limites com as administrações das subprefeituras da Grande Tijuca, Centro e Centro Histórico, Barra e Jacarepaguá e Subprefeitura da Zona Norte, mais conhecida como Subprefeitura do Grande Subúrbio ou Subprefeitura da Zona Norte 4.

## História
Na época do Império a região era ocupada por plantações de cana de açúcar e engenhos. Sua urbanização começou com o surgimento da Estrada de Ferro Central do Brasil.

## População e demografia
Com população de cerca de 800 mil habitantes, é de população majoritariamente de classe média e classe média alta. Porém tem áreas mais pobres, sendo as mais relevantes o bairro do Jacaré e sua imensa favela adjacente, o Jacarezinho (uma das favelas mais pobres, grandes e perigosas do município), além dos Complexos de Favelas do Lins e do Morro do São João e adjacências, localizados nos bairros homônimos, sendo também regiões de grande pobreza e periculosidade. As favelas que compõem o Complexo do Lins são: Gambá, Bairro Santa Terezinha, Cachoeira Grande, Cotia, Cachoeirinha, Árvore Seca, Amor, Barro Preto, Barro Vermelho e Encontro.

## Comércio, Indústria e Transporte
O Grande Méier possui um dos comércios mais movimentos e diversificados da cidade, concentrado principalmente no bairro do Méier, ao longo da Rua Dias da Cruz, e também no Norte Shopping, um dos maiores shoppings center da cidade do Rio de Janeiro e de toda a América Latina, localizado no bairro do Cachambi.
Também podem ser citados o shopping center Nova América, em Del Castilho(que pertence a região administrativa de Inhaúma), e os comércios de rua da Avenida João Ribeiro, em Pilares e do Largo da Abolição, em Abolição. Quanto à atividade industrial, ela é bem fraca na região, podendo ser mencionadas apenas algumas fábricas de alimentos nos bairros de Piedade e Encantado.
A atividade de serviços e varejo contam com empresas diversificadas entre elas diversas unidades do McDonnald's, restaurantes como Parmê, Rei do Bacalhau e Boi Bão (considerado um dos melhores restaurantes da zona norte), lojas de produtos naturais como Mundo Verde, grandes varejistas como C&A, Ponto Frio e Casa e Vídeo, supermercados de grande porte como Extra, Guanabara e Prezunic, clubes como o Mackenzie, faculdades como Celso Lisboa, Cândido Mendes, Unicarioca e Estácio de Sá, muitas escolas como o Colégio Metropolitano, o Colégio Pedro II, o Colégio Miguel Couto e o Isjob, além de cursos livres e de idiomas, como SEYP, Wizard, Brasas, IBEU, Cultura Inglesa, Yes e Fisk, além uma loja maçônica, o hospital Pasteur.
No ramo de transportes, além de ser servido por linhas de ônibus para toda a cidade, possui também estações de trem em vários bairros, exceto no Cachambi, Todos os Santos, Lins de Vasconcelos, Abolição, Água Santa e Encantado e há estações de metrô em Del Castilho e Maria da Graça.

## Atrações
O Grande Méier possui o Estádio Nilton Santos, o Engenhão. considerado o mais moderno estádio esportivo do Rio de Janeiro, que foi usado durante o Pan Americano, e concedido até 2050 ao Botafogo de Futebol e Regatas. Também possui o Jardim do Méier, um jardim com coreto e lago, as escola de samba Arranco, Lins Imperial e Cabuçu, além de diversas praças, casas de show e restaurantes ao longo de seus bairros.

## Progresso
O Grande Méier é atualmente a segunda região que mais recebe lançamentos imobiliários na cidade, atrás apenas do eixo de Jacarepaguá/Barra da Tijuca/Recreio dos Bandeirantes. Diversos condomínios de alto padrão e farta infraestrutura têm sido lançados na região. O fato de ser uma região com farto transporte, comércio, fácil acesso a outras regiões do município, e também por possuir níveis de violência e favelização ainda não tão altos, contribui para o progresso e valorização da área. A escolha do Estádio Olímpico Nilton Santos para ser sede do atletismo nos Jogos Olímpicos de 2016 abre a perspectiva de uma aceleração no desenvolvimento econômico e urbanístico da região.

## Principais vias
- Linha Amarela, que no Grande Méier passa pelos bairros de Del Castilho, Pilares, Abolição, Engenho de Dentro, Encantado e Água Santa, ligando a região à área de Jacarepaguá/Barra da Tijuca e Bonsucesso/Linha Vermelha/Avenida Brasil.
- Avenida Dom Hélder Câmara, que no Grande Méier passa pelos bairros de Jacarezinho, Maria da Graça, Del Castilho, Cachambi, Engenho de Dentro, Pilares, Abolição e Piedade, e liga o Grande Méier às regiões de Cascadura/Madureira e Bonsucesso/Benfica/São Cristóvão/Centro.
- Avenida Amaro Cavalcanti, que corta os bairros do Encantado, Engenho de Dentro, Todos os Santos e Méier.
- Rua Arquias Cordeiro, passando por Engenho de Dentro, Todos os Santos, Méier e Engenho Novo.
- Rua Borja Reis, que faz a conexão entre a Saída 2 da Linha Amarela e a Rua Dias da Cruz.
- Rua Clarimundo de Melo, que no Grande Méier passa por Piedade e Encantado e liga esses bairros à região de Cascadura.
- Rua Goiás, que passa pelos mesmos bairros que a Clarimundo de Melo, fazendo a mesma conexão.
- Rua Dias da Cruz, a principal rua comercial do Méier, passando também no Engenho de Dentro.
- Rua 24 de Maio, margeia a linha de trem passando pelos bairros de São Francisco Xavier, Rocha, Riachuelo, Sampaio, Engenho Novo e Méier, fazendo a ligação da região do Maracanã/Praça da Bandeira/Tijuca/Centro ao Grande Méier.
- Avenida Automóvel Clube, que no Grande Méier passa por Maria da Graça e Del Castilho, seguindo para a região de Irajá/Pavuna.
- Rua Barão do Bom Retiro, que liga o Engenho Novo/Méier à área do Grajaú/Vila Isabel/Tijuca.
- Avenida Marechal Rondon, exerce a mesma função que a 24 de maio.
- Avenida Menezes Cortes, popularmente conhecida como Grajaú - Jacarepaguá, que no Grande Méier passa pelo Engenho Novo e Lins de Vasconcelos.

## Bairros
- Méier
- São Francisco Xavier
- Sampaio
- Rocha
- Engenho de Dentro
- Abolição
- Cachambi
- Maria da Graça
- Del Castilho
- Jacaré / Jacarezinho
- Piedade
- Encantado
- Riachuelo
- Engenho Novo
- Lins de Vasconcelos
- Todos os Santos
- Água Santa
- Pilares
- Quintino Bocaiuva

## Algumas personalidades que nasceram ou viveram na região
- Fátima Bernardes, jornalista
- Taís Araújo, atriz
- Aracy de Almeida, cantora
- Carlos Heitor Cony, escritor
- Sérgio Cabral Filho, político
- Roberto Carlos, cantor
- Luís Carlos Prestes, político
- Astrid Fontenelle, apresentadora de TV
- Latino, cantor
- Samara Felippo, atriz
- Adriana Esteves, atriz
- Lima Barreto, escritor
- Hélio Fernandes, jornalista
- Nelson Carneiro, político
- Francisco de Menezes Dias da Cruz, médico (deu nome à rua Dias da Cruz)
- Cruz e Sousa, poeta
- Martinho da Vila, cantor
- DJ Marlboro, produtor cultural
- Daniel Filho, diretor de TV
- João Nogueira, cantor
- Millôr Fernandes, escritor
- Denise Fraga, atriz
- Elza Soares, cantora
- Sandra de Sá, cantora
- Canrobert Pereira da Costa, marechal
- Sandro Rocha, ator
- Philippe Coutinho, futebolista
- Pedro, futebolista